# Едуард Херцог
Едуард Херцог (Шонгау, кантон Луцерн, 1. август 1841 — Берн, 26. март 1924) био је први старокатолички бискуп Швајцарске.

## Биографија
Едуард Херцог је рођен 1. августа 1841. године у Шонгауу, селу у средишњем делу Швајцарске близу Хохдорфа, у католичкој породици. Отац му је био пољопривреник. Од 1855. је живео у кући свог ујака каноника и професора Јозефа Буркарда Лоја у Луцерну, где је завршио гимназију и почео 1863. године да студира теологију. После ујакове смрти (22. јануара 1865) наставио је студије теолеогије у Тибингену, Фрајбургу и Золотурну. Одмах по завршетку семинарије у Золотурну посвећен је за католичког свештеника 16. марта 1867. године. Био је вероучитељ у Ратхаузену, а након додатног академског усавршавања на Универзитету у Бону, међу осталима и код Франца Хајнриха Ројша, од јесени 1868. до 1872. године је професор егзегезе (тумачења Библије) и црквене историје у богословији у Луцерну.
Из протеста према догми о непогрешивости папе - екс катедра Херцог покреће са пријатељима априла 1870. године, у току одржавања Првог ватиканског концила, критички часопис Католички глас из Шумских кантона. Часопис је излазио недељно до децембра исте године. Укупно је изашло 37 бројева.
За време Француско-пруског рата (1970. - 1971) Херцог је био војни свештеник у Бернској Јури.
Због прихваћене догме о папиној безгрешности Херцог на немачком старокатоличком конгресу у Келну септембра 1972. раскида односе са Римокатоличком црквом и приступа Хришћанској католичкој цркви Швајцарске као делу Старокатоличког покрета; пише базелском бискупу, под чијом је дијецезом био, отворено опроштајно писмо у коме наводи разлог својих поступака и да је спреман за екскомуникацију. Каже да је
дуго ћутао, али осећао све више, да је недостојно једног човека, чији је позив да у својој околини проповеда хришћанско спасоносно учење, само из љубави према угодном и пријатном животу ћутањем одриче најважније истине.
Херцог прекида са професорским радом у Швајцарској и 27. септембра 1972. бива изабран за пароха старокатоличке парохије у Крефелду у Немачкој, али на предлог Валтера Мунцингера, враћа се 9. марта 1973. у Швајцарску као парохијски свештеник на парохију у Олтену. На парохији у Олтену остаје до 1976. године, мада је 1974. био изабран за професора на управо основаном Католичком теолошком факултету, како се тада звао Факултет за старокатоличку теологију Универзитета у Берну. На факултету је предавао егзегезу Новог завета, катихизис и омилитику. (Држао је вежбе из омилитике код проф. др Јакоба Кунца.)
Године 1876. постављен за пароха у Берну при храму Свети Петар и Павле. Исте године је проглашен почасним доктором Универзитета у Берну.
На другој седници националног синода хришћанских католика, одржаној 7. и 8. јуна 1976. у Олтену, Херцог је изабран за првог хришћанско-каталичког (старокатоличког) епископа у Швајцарској. Хиротонисан је 18. септембра 1876. у Цркви Св. Мартина у Рајнфелдену од стране епископа Јозефа Хуберта Рајнкенса, старокатоличког бискупа у Бону.
Папа Пије IX је 6. децембра 1876. године је изрекао булу којом је екскомуницирао и анатемисао епископа Херцога.
Епископ Херцог је 1884. године напустио парохију у Берну, коју је као епископ опслуживао, јер је био изабран за ректора (1884.-1885) Универзитета у Бону.
Септембра 1899. године епископ Херцог учествује у Утрехту испред Хришћанске католичке цркве Швајцарске на сабору са старокатоличким бискупима Холандије и Немачке. Том приликом је 24. септембра 1899. основана Утрехтска унија (УУ), која међусобно повезује све старокатоличке цркве у свету.
На предлог Светог синода Српске православне цркве краљ Александар је 1. новембра 1923. године одликовао епископа Херцога највишим орденом Српске цркве - Орденом Св. Саве првог реда.
Епископ Херцог је умро 26. марта 1924. године у Берну.

## Дела (избор)
- О времену настанка Пастирских посланица, Луцерн, Штампарија браће Ребер, 1872.[мртва веза]
- Беседа на отварању Првог хришћанског католичког синода, Олтен, 1875.
- Хришћански католички молитвеник, Берн, 1879, 4. издање 1893.
- Заједништво са англо-америчком црквом, Берн, 1881.
- О верској слободи у Хелветској републици, Берн, 1884.
- Снодске проповеди и пастирске посланице, Берн, 1886, нова серија 1891.
- Прилози за предисторију хришћанске католичке цркве Швајцарске, Берн, 1896.
- Црквено опроштење грехова према учењу Светог Августина, Берн, 1902.
- Бог је љубав!, Олтен, 1914; Арау, 1917.
- Значај ватиканског декрета од 18. јула 1870. — „50 година”, Базел, 1920.
- Религијски постулати хришћанске католичке цркве, Базел, 1920.